# アワブキ
アワブキ（泡吹、学名: Meliosma myriantha）は、アワブキ科アワブキ属の落葉高木。和名の由来は、漢字で「泡吹」と書き、切った生木の枝を燃やすと、切り口から盛んに泡が出るのでこの名がある。中国名は、多花泡花樹。

## 分布・生育地
日本の本州（青森県佐井村以南）、四国、九州、および朝鮮半島に分布する。丘陵や山地に生える。

## 形態・生態
落葉性広葉樹の高木。樹高は8 - 12メートル (m) になる。樹皮は滑らかで灰色から紫暗灰色や灰黒色をしており、褐色で楕円形の小さな皮目がよく目立つ。小枝は毛があり皮目が目立つ。葉は互生し、長さ8 - 25センチメートル (cm) の長楕円形から倒卵状楕円形で、葉縁には短い鋸歯がある。芽、若枝、葉裏の脈上、花序軸に褐色の腺毛がある。
花期は初夏（6 - 7月）、枝先に長さ15 - 25 cmの円錐花序を出して、クリーム色の小さな花を多数つける。花は直径約3ミリメートル (mm) で、花弁と萼片はそれぞれ5個、花弁は3個が完全である。雄蕊は5個のうち、2個は完全で3個は鱗片状に退化する。雌蕊は1個。果期は秋（9 - 11月）。果実は核果で、直径3.5 - 4 mmほどの球形をしており、秋に赤く熟す。秋の黄葉も美しい。
冬芽は互生し、裸芽で黄褐色の伏毛に覆われ、枝先にも同じ毛がつく。頂芽は長さ1 cmほどで、数本が上を向いている。側芽は小さい。葉痕は円形から半円形で、維管束痕がU字形に並んで7 - 8個つく。
材は細工物に使われる。